# 陰鏗
陰鏗（511年—563年），字子堅，武威姑臧（今甘肅武威）人，南北朝時代陳朝文學家。

## 生平
《陳書‧列傳第二十八》提及陰鏗，指他是梁朝左衛將軍陰子春之子。陰子春曾都督梁、秦二州刺史，因此陰氏可說是當時的官宦世家。陰鏗年少聰慧，五歲時就能誦詩賦，每日千言。長大後更飽覽史傳，專工五言詩，在當代深具名氣。通過釋褐試出身後，就職梁湘東王法曹參軍。
天嘉年間，陰鏗出任始興王府中錄事參軍。當時陳文帝曾經宴聚群臣，賦詩作樂。席間徐陵向文帝引見陰鏗，文帝即召陰鏗赴宴，並命其為新落成的安樂宮作賦。陰鏗奉令作賦，頃刻寫就，深為文帝所歎賞。後來陰鏗累遷招遠將軍、晉陵太守、員外散騎常侍，不久去世。
原有文集三卷行世，今存《陰常侍集》一卷，有《六朝詩集》本（又名《陰常侍詩集》）一卷。另有《二酉堂叢書》本以及《叢書集成初編》本。

## 逸話
據《陳書》所載，在某個天寒之日，陰鏗與賓友共聚飲宴，宴會間留意到一直負責斟酒的僕人沒有喝過酒，於是命人把酒炙熱並贈予那名僕人，在座的賓客都笑陰鏗多事，陰鏗卻說：「我們每天都酣暢地飲酒，而這個滿天都手拿酒杯的人卻不知道酒的味道，實在沒有道理。」後來侯景之亂爆發，陰鏗被賊人所擒，卻有人將他救走。陰鏗詢問那個救自己的人，才知道那人正是以前曾被自己賜酒的僕人。
《世說新語》的〈德行篇〉中，有一段記載：「顧榮在洛陽，嘗應人請，覺行炙人有欲炙之色，因輟己施焉。同坐嗤之。榮曰：『豈有終日執之，而不知其味者乎？』後遭亂渡江，每經危急，常有一人左右已，問其所以，乃受炙人也。」故事與《陳書》中陰鏗的經歷幾乎一模一樣。余嘉錫便懷疑陰鏗的故事，是由後人根據顧榮的事件附會而成的。

## 評價
- 張溥《漢魏六百家集何記室集題詞》：「何仲言（何遜）文名齊劉孝標，詩名齊陰子堅。」
- 杜甫〈與李十二白同尋范十隱居〉：「李侯（指李白）有長句，往往似陰鏗。」
- 陳祚明《採菽堂古詩選》：「陰子堅詩聲調既亮，無齊、梁晦澀之習，而琢句抽思，務極新雋，尋常景物，亦必搖曳出之，務使窮態極妍，不肯直率。」

## 延伸阅读
[在维基数据编辑]
 在维基文库阅读此作者作品
- 《陳書·卷三十四·列傳第二十八·文学》阮卓传附阴铿传